# Jan van de Kam

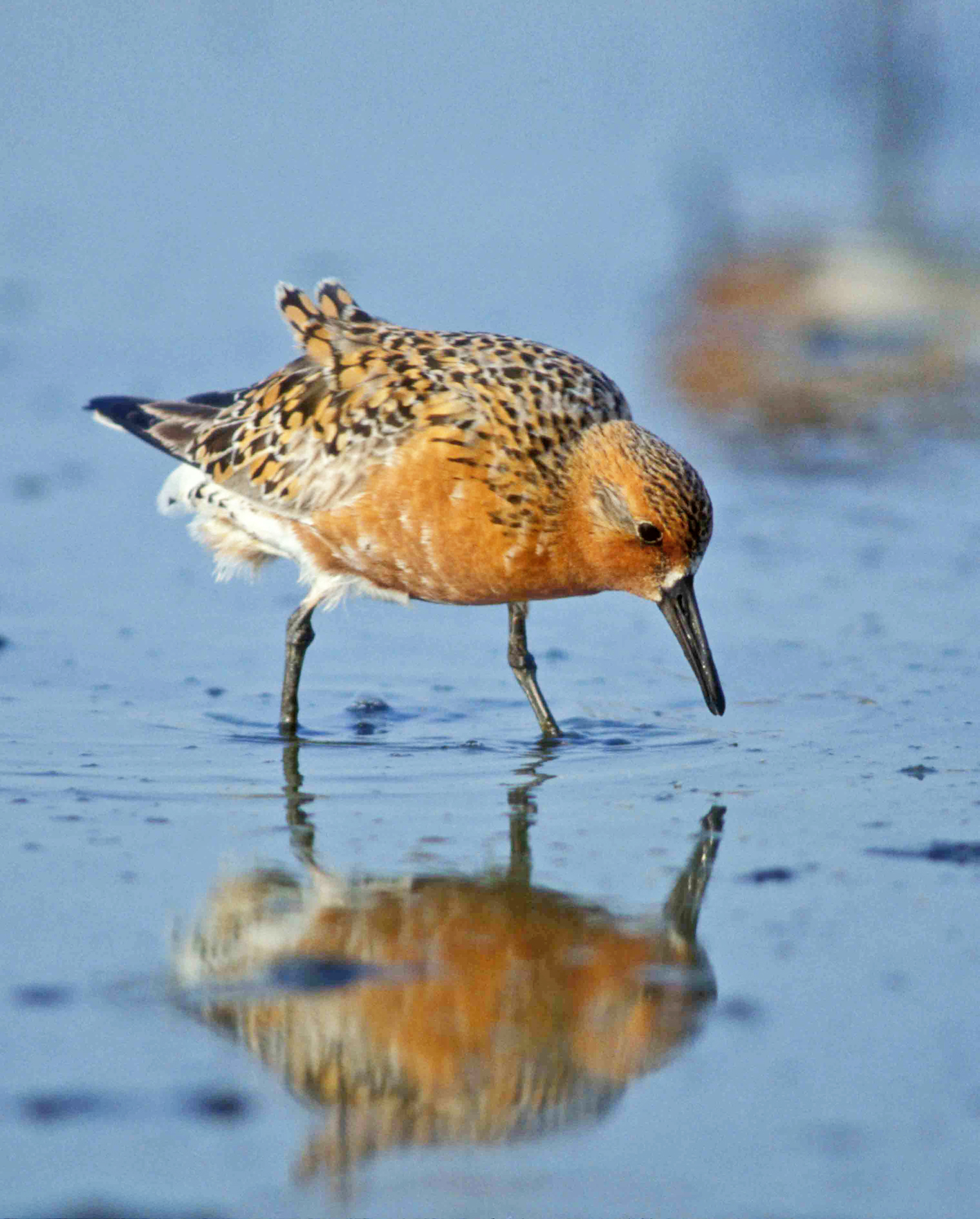
Jan van de Kam: Jespák rezavý (Calidris canutus), 2006

Jan van de Kam (* 1938) je nizozemský fotograf a přírodovědec.

## Životopis
Fotografuje hlavně v holandském a německém Wattovém pobřeží. Rád fotografuje zejména na Halligenu, protože mělčiny jsou pro fotografii vždy v příznivém světle.

## Ocenění
Van der Kam získal cenu Goldene Ringelgansfeder v roce 2003.

## Publikace (výběr)
- Op de grens van land en zee : portret van de Wadden. Ploegsma, Amsterdam 1969, ISBN 90-216-0051-X.
- De wadden, wereld tussen eb en vloed. Landelijke Vereniging tot Behoud van de Waddenzee, Harlingen 1990, ISBN 90-6255-415-6.
- Shorebirds: An Illustrated Behavioural Ecology. KNNV Publishers, Utrecht 2004, ISBN 90-5011-192-0.
- Invisible connections : why migrating shorebirds need the Yellow Sea. Wetlands International, Wageningen 2008, ISBN 978-90-5882-009-9.